# Historia de la animación en Reino Unido
La historia de la animación en el Reino Unido comenzó en los inicios de esta forma de arte a finales del siglo XIX. Como en otras áreas de la industria y cultura, la hegemonía política y económica británica le permitieron estar a la vanguardia en la creación de animación. La animación británica ha sido fortalecida por la entrada de emigrantes al Reino Unido entre ellos animadores de renombre como Lotte Reiniger (Alemania), John Halas (Hungría), George Dunning, Richard Williams (Canadá), Terry Gilliam y Tim Burton (EE. UU.). Todos ellos trabajaron en Reino Unido en varias etapas de sus vidas. Algunos largometrajes animados producidos en Reino Unido son Rebelión en la Granja (1954), Yellow Submarine (1968), Watership Down (1978), and Wallace & Gromit: la batalla de los vegetales (2005).

## Conceptualización de la historia de la animación británica
La historia de la animación británica ha pasado por varias etapas de desarrollo las cuales fueron significativamente influenciadas por factores nacionales e internacionales de ámbitos políticos, económicos y culturales. Entre estos factores uno muy importante es el impacto de la animación estadounidense, la cual ha sido tanto un desafío para producir más contenido local así como una inspiración creativa/comercial a la cual seguir o con la que competir. 
Con el fin de aclarar la aparición e interacciones de los distintos grupos interesados, relaciones estéticas e industriales que han moldeado la historia de la animación británica, Van Norris (académico en medios de comunicación/informática) propone una taxonomía aproximada del desarrollo de la animación en Reino Unido en tres fases distintas, la primera es sobre el establecimiento de la industria de la animación; la segunda detalla el impacto de la incursión de disidentes políticos, comunidades artísticas marginales y sistemas de distribución emergentes en la industria; y la tercera representa reconsolidación neoliberal de todas aquellas tendencias a medios populares con un enfoque comercial y cómico.

## Primeros experimentos en forma y comercio
La animación está basada en el fenómeno de la "persistencia de visión", descrito por primera vez en documentos en 1825 por Peter Mark Roget y publicado por la Royal Society titulado '"Explicación de un engaño óptico en la apariencia de los radios de una rueda visto a través de aperturas verticales" (Explanation of an Optical Deception in the Appearance of the Spokes of a Wheel Seen through Vertical Apertures).
En 1872, el fotógrafo Inglés Eadweard Muybridge comenzó una serie de secuencias fotográficas de animales en movimiento. Sus trabajos son aún hoy en día ampliamente utilizados por artistas y animadores como referencias. 
Alrededor de 1899 dos investigadores neerlandeses, Tjitte de Vries y Ati Mul, decían que la primera animación británica comercial fue "Matches Appeal", producida por Arthur Melbourne-Cooper de St. Albans para la compañía de fósforos Bryant May. En este corto de animación en volumen, marionetas hechas de cerillas fueron grabadas cuadro por cuadro conforme iban escribiendo en una pizarra. Según Elaine Burrows del Instituto de cine Británico (British Film Institute), la primera animación propiamente hecha en Gran Bretaña fue Dolly's Toys de Cooper, producida en 1901 y hecha con una mezcla de acción real con marionetas en animación en volumen. En 1925, el animador Sid Griffiths, con base en Cardiff, trabajó con Brian White para crear el corto silente Jerry the Tyke para Pathe, animación que fue mostrada en su revista quincenal, Pathe Pictorial, en cines alrededor del mundo. Griffiths y Brian White se establecieron juntos en Charing Cross Road, Londres en 1929, produciendo anuncios animados para la agencia Superads.

## Primera fase: Establecimiento de la industria
Para 1930, conforme la animación comercial se estableció en Estados Unidos, en el Reino Unido la creación de cortos de información pública de la GPO (Oficina postal) hasta y después del tiempo de guerra y cortos de información posguerra permitieron mayor experimentación que el trabajo enfocado en el mercado que se daba al otro lado del atlántico. Establecido por John Grierson la GPO Film Unit produjo muchos cortos usando animación ya que Grierson creía que este era el medio ideal para comunicar información. Para estos cortos contrató animadores experimentales como Norman McLaren y Len Lye quien continuaría produciendo muchos cortos más, y en el caso de MCLaren se volvió el director del departamento de animación de la NFB (National Film Board of Canada).
Estas producciones de la GPO junto con las propagandas de guerra llevaron a la llenar la industria de la animación con una gran diversidad de estilos de diseño, bien adaptada en transmitir mensajes clara y eficientemente. Como dice Van Norris la cantidad de contratos pequeños con empresas y el gobierno promovieron el desarrollo de una variedad de pequeñas productoras en oposición al sistema que se desarrollaba en Estados Unidos con menos productoras pero mucho más grandes.  Con este contexto Halas and Batchelor mantuvieron su posición como una de las compañías a la cabeza en Europa, produciendo muchos comerciales y cortos durante la mayor parte de la segunda mitad del siglo XX y fueron responsables de producir el influencial e innovador largometraje Rebelión en la Granja de 1954, un alejamiento de los largometrajes animados estadounidenses de la época dado su contenido político explícito así como tono orientado a adultos. Aun después la animación producida en Reino Unido sigue manteniendo un tono en general más oscuro que las producciones estadounidenses. 

### Surgimiento de los programas infantiles
La popularización de la televisión durante los años 50 trajo consigo dos cosas, nuevas vías para la producción de animación así como un cambio en la demografía hacia una programación con enfoque a niños. En 1950 fue el estreno de la serie Watch with Mother (1950–74)  el cual no incluía animación como tal, pero tenía varios segmentos con marionetas (como "Andy Pandy" y "The Flowerpot Men") que más tarde serían elementos básicos de la imaginación y animación de los niños británicos. Tal es el caso del personaje ficticio Noddy, quien ha aparecido en varios medios y técnicas que van desde animación en volumen hasta animación por computadora hoy en día. Las inversiones de la BBC en recursos y personal orientado a medios infantiles proporcionó también vías para la incursión de la animación, particularmente animación en volumen, lo cual podía ser derivado de los mismos recursos y conjuntos de habilidades como los utilizados en con las marionetas en vivo. Por ejemplo el titiritero Gordon Murray en los 60 se desviaba de su trabajos en los segmentos de  "Watch with Mother", "The Woodentops" y otros segmentos con titirites (marionetas) para crear varias series infantiles en animación en volumen, incluyendo "Camberwick Green" (1966), "Trumpton" (1967) y "Chigley" (1969). El creador de modelos Peter Firmin y el escritor Oliver Postgate así mismo crearían varios trabajos en animación en volumen para niños durante este periodo incluyendo "Pingwings" (1961-1964), "Pogles' Wood" (1966-1967) y "Clangers" (1969-1972). Es durante este periodo que los lazos de la animación infantil con varios otros medios parecen parecer consolidados, los programas de esta época proveyeron un plan para la televisión infantil en la que se enfocaba en las comunidades rurales así como en las relaciones interpersonales del día a día. En esta tendencia podemos ver lazos fuertes junto con mucha literatura infantil de la vida pastoril; realismo social, cine y documentales; y la versión teatral de la sátira de algunas clases sociales llamadas "comedy of manners" (comedia de costumbres). Esta transición de los títeres en animación en volumen demuestra la influencia de la animación de Europa del este (así como la del animador checo Jiří Trnka y sus seguidores), la cual tiene la tendencia a usar marionetas de madera y fieltro, comúnmente con facciones faciales estáticas.

### Influencia y estética
El impacto que tuvieron la industria música y el cine, y que llevaron a Reino Unido al apogeo cultural durante los 60 y 70 así mismo crearon nuevos mercados y áreas de influencia para la cultura pop británica en general, siendo la industria de la animación beneficiada también. La película animada de 1968 Yellow Submarine, con personajes basados en The Beatles y su música, producida por la TVC Animation de Londres fue un éxito mundial que fue muy influyente en el curso que tomaron la animación y en diseño en los años subsiguientes tanto para las corporaciones con influencias psicodélicas, como para la continuidad estética que estableció entre esta estética emergente y el arte gráfico modernista desarrollado inicialmente durante las últimas décadas en el estudio estadounidense UPA. Algunos años más tarde el animador estadounidense Terry Gilliam desarrollaría su propio estilo anárquico de animación cut out para Flying Circus  (1969-1974) de Monty Python usando motivos sacados de la cultura Británica, personajes y lugares. Este desvió del clásico encoger y estirar sería un sello de lo que es la cultura de la animación británica, y sería parte de las películas y segmentos televisivos más experimentales que surgirían en las décadas siguientes.
En los años 70, esta tendencia experimental sería fomentada en gran parte por el comité del sistema televisivo británico a experimentar con programas educativos. "Vision On" (1964–76) por ejemplo fue un programa creado para niños sordos, el cual contenía varios segmentos animados, así como el fomento de un grupo creciente de talentos para la animación. Otros programas de este tipo incluían a "Take Hart", (1977-1983), que era un programa educativo predominantemente no animado sobre arte que incluía parte de los primeros trabajos de Los estudios Aardman, con uno de sus personajes "Morph" el cual aparecía en varios otros programas también. Otros programas con animación en volumen de la década de 1970 incluían por ejemplo a la icónica serie "Wombles" la cual fue adaptada de la serie de libros infantiles "The Wombles" escrita por Elisabeth Beresford.
Por otro lado en el ámbito de la animación teatral en 1978 fue el estreno de "Watership Down" la cual también fue adaptada de una novela infantil con el mismo nombre. Como muchos otros de sus reconocidos predecesores cinematográficos demostró ser un éxito comercial aun teniendo un acercamiento a la temática mucho más oscura que las películas animadas estadounidenses de la época.

## Segunda fase (1979-1996)
La creciente diversidad de acercamientos artísticos fomentada durante la década de los 70 llegaría a su clímax en la siguiente década con la aparición del Canal 4 en 1982. Como una emisora con la misión de atender segmentos de "gustos e intereses generalmente no atendidos" en los medios existentes de la época, se volvería un soporte fundamental para medios "marginados" en la televisión abierta, presionando para aumentar cuestiones subexpuestas de índole étnica y sobre sexualidad, de la misma manera fomento la crítica política y la experimentación artística. Esto junto con el clima político causó una respuesta cultural de grupos de izquierda proveyendo un ambiente fértil para los trabajos producidos por muchos animadores que se mantenían trabajando al margen, incluyendo a Aardman, Joanna Quinn, Alison DeVere, David Anderson, The Quay Brothers, Paul Vester, Phil Mulloy y otros. Además de proveerles exposición de sus trabajos y soporte monetario, este fomento a los animadores marginales permitió a muchos de ellos hacer contratos con comunidades artísticas y de entretenimiento mucho más grandes dentro de Reino Unido, generando de esta manera lazos fuertes, sobre todo entre animadores; comediantes en vivo trabajando con el movimiento de comedia alternativa; por último con escritores y productores de programas de acción en vivo.
Aunque mucho del trabajo de animación expuesto durante este tiempo en el Canal 4 resultó ser demasiado experimental para el gusto general, algunas consiguieron éxito comercial internacional. El especial televisivo The Snowman, una adaptación de la novela gráfica infantil de Raymond Briggs, producida por TVC Animation, fue muy popular y un éxito comercial substancial que sigue siendo un favorito en Navidad. De la misma manera fue en este periodo en el cual Aardman se abrió paso también a la corriente principal gracias en gran parte a los cortos Creature Comforts (1989) y a las películas de Wallace and Gromit, de las cuales todas fueron dirigidas por Nick Park. Los trabajos de animación en volumen seguían teniendo una presencia fuerte en la televisión infantil, por ejemplo con Postman Pat (1981, 1996, 2004) dando una franquicia exitosa con múltiples versiones. Por otro lado las marionetas mecanizadas combinadas con animación en volumen seguirían usándose en algunas series creadas durante esta época como Thomas y sus amigos (1984-).

### Cooperación y competencia con las productoras estadounidenses
Por otro lado en la corriente principal la producción en Reino Unido se vería reforzada gracias al establecimiento de dos estudios estadounidenses. Walt Disney Productions estableció una rama británica la cual fue responsable en 1988 de ¿Quién engañó a Roger Rabbit?, y en 1991 Steven Spielberg estableció su Amblimation produciendo varios largometrajes como también transmitiendo programas incluyendo An American Tail: Fievel Goes West (1991), We're Back! A Dinosaur's Story (1993) y' Balto (1995). En 1997 tuvo que cerrar ya que sus producciones fueron eclipsadas por Disney gracias a su excelente técnica, después de cerrar algunos de sus miembros entraron a DreamWorks Animation.
En otras escenas de interacción internacional las animaciones británicas producidas durante este periodo llegaron al éxito gracias a la redifusión en Estados Unidos, incluyendo el programa de Cosgrove Halls, Danger Mouse (1981-1987) y sus secuela Count Duckula (1988-1993) el cual junto con otros fue transmitido durante los 80 y 90 en el canal infantil Nickelodeon.
Durante los 90 Estados Unidos hizo notar su presencia de otras formas también. Los Simpsons (1989-) y muchas comedias de enredo (sitcom) orientadas a adultos tuvieron un éxito explosivo y a su paso, no solo fue cambiando la relación del público británico con la animación sino que también la de las compañías británicas de televisión que por su parte veían el potencial de generar ganancias del horario estelar por medio de las franquicias animadas. Aunque Canal 4 dejó de patrocinar los medios que se encontraban al margen como consecuencia de una política menos confrontativa así como la aparición de nuevas plataformas de difusión selectiva o narrowcasting como Sky TV británico (lanzado en 1993), en cambio el apoyo a la animación pasó a ser tomado por parte de los medios de comunicación comercial.

## Tercera fase (1997-presente)
A finales de la década de 1990, se dieron cambios importantes en el ámbito cultural y mediático del Reino Unido. Políticamente hablando, el auge del Partido Laborista trajo consigo un debilitamiento de la disidencia de izquierda en la comedia alternativa y la animación experimental. Al mismo tiempo, la aceptación de las políticas de tercera vía por parte del nuevo gobierno significaba que, si bien se adoptarían varias políticas de tendencia izquierdista en relación con el bienestar social, también le darían paso a la desregulación del mercado, que había comenzado con la administración conservadora anterior, permitiéndoles a las radiodifusoras volver a darle mayor prioridad a sus intereses comerciales sobre lo que alguna vez había sido un entorno mediático orientado principalmente a transmisiones pensadas para el público. El Acta de Radiodifusión de 1990 ya había convertido al Channel 4 en una entidad autofinanciada, por lo que las ganancias monetarias se convirtieron en una nueva prioridad para la radiodifusora. Los efectos secundarios de estos cambios quedarían en primer plano del nuevo statu quo de la producción, circulación y consumo de la animación. El surgimiento de nuevas fuentes de competencia en este ámbito sólo acentuarían esta transformación – en especial en cuanto al mundo de la programación infantil, la cual, gracias al sistema de Sky TV, traerían por primera vez canales completos de EE. UU., así como un amplio contenido de televisión internacional, a los medios británicos. En cuanto a la televisión para niños (el sector singular de mayor concentración de medios animados), esto tendría lugar, en un principio, con el ingreso de Nickelodeon en 1993, de Disney Channel en 1995 y de Cartoon Network en 1999, continuando más adelante con numerosos otros canales derivados de estos.
El incremento de la competencia en radiodifusión y el establecimiento de nuevas prioridades tuvieron diversos efectos en el entorno de la producción de animación británica. En primer lugar, le proporcionó a los productores de contenido infantil nuevos caminos para buscar financiamiento y distribución. Todo esto fue más o menos benéfico para la comunidad de producción animada existente, la cual, por supuesto, ya había quedado marcada por el sistema boutique que se estableció por primera vez a principios del siglo XX; lo cual permitió que coexistiera toda una variedad de aproximaciones y estéticas. En los años que siguieron, esta gama de producciones a pequeña escala también proporcionó un mayor número de oportunidades para que se diera una cooperación trasnacional entre los productores con sede en el Reino Unido, en EE. UU., en Canadá, en Francia, entre otros. Por otro lado, también le dio mucho más peso a las prioridades comerciales en lugar de a la experimentación, siendo la tendencia general adaptar la estética y el contenido a los gustos populares. En relación con esto, los Simpson (y más tarde South Park) se convertirían en el esquema principal a seguir para una gran variedad de programas producidos en los años posteriores, los cuales oscilarían en la frontera en el humor adulto y en el estigma de la infancia que está asociado a la animación, que entrelazarían la animación “orientada a los adultos” con los parámetros usados en las comedias actuadas aún más. Fue antes de y durante este periodo que se produjeron varios programas que buscaban conjuntar la estética de vanguardia, el humor subversivo y la atracción de la hora estelar, entre los cuales se incluueron Crapston Villas (1995-1997), Pond Life (1996-2000), Stressed Eric (1998-2000), Bob y Margaret (1998-2001), Monkey Dust (2003-2005), Modern Toss (2004-2008), I am Not an Animal (2004) y Popetown (2005), una serie rodeada de tanta polémica que nunca fue transmitida en el BBC3, el canal que la había solicitado originalmente.

### Animación de los millenial
Durante todo esto, la BBC respondería a la incursión de estos medios cediendo un poco de la demografía infantil a los nuevos canales; produciendo menos animación para niños mayores y, en cambio, por un lado, duplicando sus programas principales de acción tales como Doctor Who, y, por otro lado, también la programación preescolar con el lanzamiento de Cbeebies (en 2002), una red dedicada en su totalidad a la programación para la niñez temprana. Gracias al éxito financiero de Teletubbies en los últimos años de los noventa y al inicio del nuevo milenio, también puede verse una mayor atención sobre esa generación y en la recuperación de las franquicias populares. La primera década del 2000 presenció la recuperación nostálgica de unos antaño exitosos (y muchas veces todavía vistos) programas animados de varias de las últimas décadas; como, por ejemplo, el lanzamiento de la nueva serie de Postman Pat en 2006, así como las reiteraciones animadas de Andy Pandy, Bill and Ben the Flowerpot Men y Noddy. Producciones originales notables durante la era contemporánea adoptan un tono didáctico similar al de estos programas, con la narración maternal/parental como una característica de importancia, tal como puede verse en Peppa Pig (2004) y Sarah & Duck (2013).

### Medios nuevos y transnacionales
Durante las décadas de 1990 y del 2000, se vivió el surgimiento de una industria robusta y local de desarrollo de videojuegos, con la cual se derivaron áreas de producción orientadas a motion graphics. Al inicio del nuevo siglo el Reino Unido había ya generado una industria local digital fuerte de animación y gráficos por computadora, con compañías londinenses como Framestore y Double Negative produciendo efectos visuales y animaciones de gráficos por computadora para una variedad de proyectos fílmicos locales e internacionales.
Relaciones transnacionales similares se desarrollarían entre los estudios de animación y grabado, establecidos y emergentes, y las compañías extranjeras más grandes. Aardman firmaría contratos de cofinanciación y distribución con Dreamworks ―Chicken Run (2000), Wallace and Gromit: Curse of the Were-Rabbit (2005) y Flushed Away (2006)―; con Columbia para Arthur Christmas y Pirates! In Adventures With Scientists (2012), y con StudioCanal para Shaun the Sheep. Asimismo producirían cortos e intersticiales para Nickelodeon, muy parecidos a aquellos que antaño crearon para el Canal 4 en la década de los ochenta. Cartoon Network también cultivaría relaciones similares con los productores británicos, con su serie principal, distribuida internacionalmente, de The Amazing World of Gumball (2011), creada, escrita y animada parcialmente en el Reino Unido, con la ayuda de actores británicos que imitaban los acentos estadounidenses.
En gran parte debido a la fragmentación temprana de la industria, que creó una cultura de compañías de producción y amateurs independientes e interrelacionadas, el Reino Unido ha sido capaz de, incluso en los momentos de restricción económica, generar continuamente proyectos animados innovadores y socialmente incisivos. Dentro de la creciente transnacionalización de la animación comercial tanto para adultos como para niños, la animación británica ha logrado en gran parte mantener numerosos distintivos de identidad y nichos dentro del mercado global de animación.